# Bengt Westerlund
Pour les articles homonymes, voir Westerlund.
Bengt E. Westerlund (17 janvier 1921 - 4 juin 2008) est un astronome suédois spécialisé dans l'étude des populations stellaires et des Nuages de Magellan.

## Biographie
Bengt Westerlund est né en 1921 à Gävle, à une centaine de kilomètres au nord de Stockholm. Il a effectué ses études à l'université d'Uppsala, où il a obtenu son doctorat en 1953, où il obtint un poste par la suite. Il mit en œuvre l'antenne de l'hémisphère sud de l'observatoire astronomique d'Uppsala, située à l'observatoire du Mont Stromlo (Australie). Malgré un instrument de taille modeste (une chambre de Schmidt de 52 cm de diamètre), il parvint à de nombreux résultats obtenus en effectuant des cartographies systématiques de la région méridionale de la Voie lactée ainsi que des Nuages de Magellan. Westerlund a par la suite été membre du personnel de l'observatoire du Mont Stromlo. Il a également travaillé à l'observatoire Steward en Arizona dans les années 1960, et été nommé directeur régional de l'observatoire européen austral (ESO) au Chili au début des années 1970. Il est retourné en Suède en 1975, où il devint directeur de l'observatoire d'Uppsala.
Officiellement retraité en 1987, il n'en demeura pas moins très actif, avec plus de 60 publications à son actif entre 1987 et 2008.

## Principales réalisations
Grand spécialiste des Nuages de Magellan, Bengt Westerlung leur a consacré dans les années 1990 un célèbre article de revue ainsi qu'une monographie (voir section Bibliographie ci-dessous). 
En 1961, Westerlund découvre l'amas ouvert le plus riche de notre Voie Lactée, amas par la suite nommé Westerlund 1 en son honneur. Cet amas ne fut découvert que relativement tardivement en raison de l'extinction considérable (10 magnitudes) qu'il subit du fait du milieu interstellaire situé entre lui et le système solaire. Un autre amas riche a également été découvert par Westerlund : Westerlund 2. L'astéroïde (2902) Westerlund est également nommé en son honneur.